# Blidö landskommun
Blidö landskommun var en tidigare kommun i Stockholms län.

## Administrativ historik
Den 1 januari 1863, när kommunalförordningarna började tillämpas, skapades över hela riket cirka 2 500 kommuner, varav 89 städer, 8 köpingar och resten landskommuner.
Då inrättades i Blidö socken i Frötuna och Länna skeppslag i Uppland denna kommun, omfattande huvudsakligen öarna Blidö och Yxlan.
1952 genomfördes den första av 1900-talets två genomgripande kommunreformer i Sverige. Denna påverkade dock inte Blidö.
Vid kommunreformen 1971 upphörde kommun och området kom att ingå i nybildade Norrtälje kommun.

### Kyrklig tillhörighet
I kyrkligt hänseende tillhörde kommunen Blidö församling.

## Geografi
Blidö landskommun omfattade den 1 januari 1952 en areal av 63,64 km², varav 62,90 km² land. Efter nymätningar och arealberäkningar färdiga den 1 januari 1955 omfattade landskommunen den 1 januari 1961 en areal av 69,03 km², varav 68,32 km² land.

### Tätorter i kommunen 1960
I Blidö landskommun fanns den 1 november 1960 ingen tätort. Tätortsgraden i kommunen var då alltså 0,0 procent.

## Politik

### Mandatfördelning i valen 1950-1966
| 2 | 18 |

| 20 |

| 4 | 16 |

| 19 |

| 6 | 14 |

| 17 | 3 |

| 3 | 17 |

| 18 |

| 4 | 2 | 8 | 6 |

| 18 |

| 4 | 2 | 6 | 8 |

| 19 |

| 5 | 2 | 6 | 7 |

| 19 |

| 5 | 2 | 6 | 7 |

| 17 | 3 |